# Stefan Liv
Stefan Daniel Patryk Liv (21. december 1980 i Gdynia i Polen – 7. september 2011 nær Jaroslavl i Rusland) var en svensk ishockeymålmand.
Liv blev født i Gdynia i Polen men blev givet til et børnehjem i Gdańsk, og blev senere adopteret af en svensk familie, da han var næsten to år gammel. Han hed da Patryk Śliz, af hvilket han beholdt fornavnet som andet mellemnavn.  Stefan Liv var den første og hidtil eneste svenske ishockeymålmand, som vandt VM og blev olympisk mester det samme år. Stefan Liv omkom den 7. september 2011 under et flystyrt i Rusland, hvor stort set hele Lokomotiv Jaroslavls spillerhold omkom.

## Karriere
Liv var førstemålmand igennem seks sæsoner for elitserieklubben HV71 og var en erfaren landsholdsmålmand, den 22. december 2005 blev han udtaget til landsholdet til deltagelse under Vinter-OL i 2006. Liv bar målmandshandsken på venstre hånd. Han var smidig, havde rappe laterale bevægelser og var god til at tage skud på nært hold. Han havde en noget ukonventionel stil som nogle sammenlignede med Dominik Hašeks.
Liv spillede sin første hele elitseriekamp den 18. januar 2000 i en hjemmekamp mod Luleå HF som HV71 vandt med 4-1. Han debuterede på det svenske landshold den 9. november 2000 i Jönköping mod Tjekkiet, hvor Sverige vandt med 4-1. Liv udvalgtes til NHL i 2000 af Detroit Red Wings som nummer 3 af 102. Stefan Liv spillede sin 200. elitseriekamp på udebane mod Timrå IK den 15. november 2003.
Finale-serien mod Färjestad under sæsonen 2003–04 var bemærkelsesværdig for Stefan Liv, da han ikke lod nogle mål gå ind under alle de fire kampe som HV71 vandt for at vinde det svenske mesterskab. Desuden lod han ingen mål gå ind selv i den sidste semifinale mod Frölunda, hvor HV71 sikrede sig finalepladsen ved at vinde med 1-0 i sudden death efter et mål af Per-Åge Skröder.
I maj 2006 skrev Liv kontrakt med Detroit Red Wings men spillade under sæsonen 2006–07 for Red Wings farmhold Grand Rapids Griffins i AHL. Han indkaldtes til NHL-klubben den 17. november 2006, og fik lov at være andenmålmand i et par NHL-kampe. Den 26. november 2006 var han tilbage i Grand Rapids och spillede mod Houston Aeros. To dage senere overflyttedes Liv til Toledo Storm i ECHL da Grand Rapids indkaldte målmanden Logan Koopmans. Senere tilbagekaldtes han til Grand Rapids, hos hvem han afsluttede sæsonen i 2006–07.
Tilsammen med Henrik Zetterberg, Kenny Jönsson, Jörgen Jönsson, Ronnie Sundin, Niklas Kronwall, Mika Hannula og Mikael Samuelsson blev Stefan Liv de første svenske ishockeyspillere til at blive olympiske mestre og vinde VM i den samme sæson. dermed er Liv den eneste svenske ishockeymålmand som er lykkedes med den bedrift.
Efter en sæson hos Detroit Red Wings organisation, mest med spil for Grand Rapids Griffins i AHL, skrev Liv en treårig kontrakt med sin tidligere svenske klub HV71. I sæsonen 2006–07 spillede han 34 AHL-kampe og havde en rædningsprocent på 89,50. Den 27. december 2009 blev Liv udtaget til Sveriges ishockeylandshold til Vinter-OL i Vancouver i 2010.
Stefan Liv spillede for HK Sibir Novosibirsk i Kontinental Hockey League i sæsonen 2010–11, og skulle have spillet for Lokomotiv Jaroslavl i sæsonen 2011–12, også i KHL.

## Død
Liv var den 7. september 2011 om bord på et passagerfly som styrtede lidt udenfor byen Jaroslavl i Rusland. Hans hold Lokomotiv Jaroslavl var på vej til en udekamp i Minsk i Hviderusland.